# NGC 7289
NGC 7289 é uma galáxia lenticular (S0) localizada na direcção da constelação de Piscis Austrinus. Possui uma declinação de -35° 28' 19" e uma ascensão recta de 22 horas, 29 minutos e 20,1 segundos.
A galáxia NGC 7289 foi descoberta em 25 de Setembro de 1834 por John Herschel.